# Celtic Woman: The Greatest Journey
Celtic Woman: The Greatest Journey är ett studioalbum av Celtic Woman. Albumet släpptes den 28 oktober 2008.

## Låtlista
| Nr  | Titel                                             | Vokalist(er)                                                          | Längd |
| --- | ------------------------------------------------- | --------------------------------------------------------------------- | ----- |
| 1.  | The Call                                          | Chloë Agnew, Órla Fallon, Lynn Hilary, Lisa Kelly and Máiréad Nesbitt | 4:19  |
| 2.  | Pie Jesu                                          | Agnew, Hilary, Nesbitt                                                | 3:31  |
| 3.  | Harry's Game                                      | Órla Fallon                                                           | 2:32  |
| 4.  | The Butterfly                                     | Máiréad Nesbitt                                                       | 3:02  |
| 5.  | The Voice                                         | Lisa Kelly                                                            | 3:07  |
| 6.  | Danny Boy                                         | Méav Ní Mhaolchatha                                                   | 3:26  |
| 7.  | Orinoco Flow                                      | Fallon, Kelly, Ní Mhaolchatha                                         | 3:33  |
| 8.  | You Raise Me Up                                   | Agnew, Fallon, Hilary, Kelly, Nesbitt                                 | 4:42  |
| 9.  | Shenandoah - The Contradiction                    | Máiréad Nesbitt                                                       | 4:04  |
| 10. | Isle of Inisfree                                  | Órla Fallon                                                           | 3:29  |
| 11. | Dúlamán                                           | Méav Ní Mhaolchatha                                                   | 3:06  |
| 12. | Green the Whole Year Round                        | Lisa Kelly                                                            | 4:49  |
| 13. | Ave Maria                                         | Chloë Agnew                                                           | 2:55  |
| 14. | The Sky and the Dawn and the Sun                  | Agnew, Fallon, Kelly, Nesbitt, Ní Mhaolchatha                         | 5:21  |
| 15. | Somewhere                                         | Agnew, Fallon, Kelly, Ní Mhaolchatha                                  | 2:14  |
| 16. | Beyond the Sea                                    | Agnew, Fallon, Kelly, Nesbitt, Ní Mhaolchatha                         | 3:21  |
| 17. | Mo Ghile Mear (Bonusspår; live från Slane Castle) | Agnew, Fallon, Kelly, Nesbitt, Ní Mhaolchatha                         | 5:06  |
| 18. | Spanish Lady (Bonusspår; live från Slane Castle)  | Agnew, Fallon, Kelly, Nesbitt, Ní Mhaolchatha                         | 2:18  |

## Listplaceringar
- Billboard 200 - 75 (2008)
- Billboard Top World Music Albums - 1 (2008)